# Muzeum im. Stanisława Fischera w Bochni
Muzeum im. Stanisława Fischera w Bochni – muzeum położone w Bochni. Placówka jest gminną jednostką organizacyjną. Jego patronem jest Stanisław Fischer – nauczyciel, działacz społeczny i regionalny, jeden ze „Sprawiedliwych wśród Narodów Świata”.
Muzeum powstało w 1959 roku, dzięki zaangażowaniu Stanisława Fischera, który podarował placówce własną kolekcję, w skład której wchodziły zbiory dawnej rzeźby ludowej i malarstwa, starodruków i rękopisów, pamiątek cechowych, militariów oraz okazów archeologicznych. Siedzibą placówki jest budynek dawnego klasztoru dominikanów, który utracił funkcję sakralną po pożarze w 1751 roku. Następnie pełnił on wyłącznie funkcje cywilne, będąc siedzibą władz administracyjnych.
Aktualnie w muzeum eksponowane są zbiory z zakresu: 
- archeologii i historii Bochni, ze szczególnym uwzględnieniem dziejów kopalni soli w Bochni,
- etnografii, obejmujące zarówno zbiory lokalne, jak i dotyczące kultur pozaeuropejskich (Afryka, Azja, Ameryka Południowa),
- sztuki, obejmujących prace takich twórców jak m.in.: Teodor Axentowicz, Olga Boznańska, Julian Fałat, Jacek Malczewski, Tadeusz Makowski, Włodzimierz Tetmajer, Leon Wyczółkowski oraz artystów lokalnych.

Od 1983 roku muzeum organizuje Czwartkowe Spotkania Muzealne, będące odczytami i prelekcjami, związanymi z szeroko pojętą humanistyką.
Muzeum jest obiektem całorocznym, czynnym z wyjątkiem poniedziałków. Wstęp jest płatny.